# Matteo Tosatto
Matteo Tosatto (* 14. Mai 1974 in Castelfranco Veneto, Venetien) ist ein ehemaliger italienischer Radrennfahrer und späterer Sportlicher Leiter. Er galt als einer der zuverlässigsten Domestiken im Straßenradsport und hält mit seinen 34 Einsätzen den Rekord für die meisten Grand-Tour-Teilnahmen.

## Werdegang
Matteo Tosatto begann seine Karriere 1997 bei dem Radsportteam MG-Technogym. Dort nahm er gleich in seinem ersten Jahr an der Tour de France teil. 1998 wechselte er zu Ballan und fuhr dort zwei Jahre, bevor er zu Fassa Bortolo ging. Dort gewann er zunächst eine Etappe bei Paris–Nizza, wurde Zweiter bei Rund um den Henninger-Turm und fuhr drei Tage im Maglia Rosa beim Giro d’Italia 2000. Im folgenden Jahr gewann er eine Etappe.
2002 entschied Tosatto das italienische Eintagesrennen Coppa Placci für sich. In der Saison 2004 gelangen ihm Siege beim Giro di Toscana und beim GP Kanton Aargau. 2005 wurde er Zweiter beim Prolog zum Giro d’Italia. Von 2006 bis 2010 fuhr Tosatto für das belgische ProTeam Quick Step. Gleich im ersten Jahr schaffte er seinen bisher größten Erfolg: Er gewann die 18. Etappe der Tour de France.
2011 wechselte Tosatto zum dänischen Team Saxo Bank, bei dem er als „Capitaine de route“ agieren und bei Rennen seine Erfahrung in die Mannschaft einbringen sollte. In dieser Rolle war er an den Erfolgen von Alberto Contador bei dessen Siegen beim Giro d’Italia 2011 – später wegen einer nachträglichen Dopingsperre aberkannt – und der bei der Vuelta a España 2012 beteiligt.
Nachdem seine Mannschaft zum Ende der Saison 2016 den Betrieb einstellte und Tosattos Plan zusammen mit Contador zu Trek-Segafredo zu wechseln gescheitert war, erklärte er im Dezember 2016 im Alter von 42 Jahren die Beendigung seiner Karriere als aktiver Sportler.
Im Juli 2017 wurde Tosatto Sportlicher Leiter beim Team Sky.

## Erfolge
| 1998 - Giro del Medio Brenta 2000 - eine Etappe Paris–Nizza 2001 - eine Etappe Giro d’Italia | 2002 - Coppa Placci 2004 - Giro di Toscana - GP Kanton Aargau 2006 - eine Etappe Tour de France |

## Grand-Tour-Gesamtwertungen
| Grand Tour            | 1997 | 1998 | 1999 | 2000 | 2001 | 2002 | 2003 | 2004 | 2005 | 2006 | 2007 | 2008 | 2009 | 2010 | 2011 | 2012 | 2013 | 2014 | 2015 | 2016 |
| --------------------- | ---- | ---- | ---- | ---- | ---- | ---- | ---- | ---- | ---- | ---- | ---- | ---- | ---- | ---- | ---- | ---- | ---- | ---- | ---- | ---- |
| Giro d’ItaliaGiro     | –    | –    | 43   | DNF  | 50   | 63   | DNF  | 107  | 122  | –    | 94   | –    | –    | 56   | 136  | 104  | –    | –    | 112  | 107  |
| Tour de FranceTour    | 132  | –    | –    | –    | 60   | –    | –    | 110  | –    | 125  | 108  | 96   | 114  | –    | 123  | –    | 92   | 119  | 132  | 145  |
| Vuelta a EspañaVuelta | –    | –    | –    | –    | –    | –    | 134  | –    | DNF  | DNF  | –    | DNF  | DNF  | 67   | –    | 135  | 115  | 120  | –    | –    |

## Teams
- 1997 MG Maglificio-Technogym
- 1998 Ballan
- 1999 Ballan-Alessio
- 2000–2005 Fassa Bortolo
- 2006–2007 Quick Step-Innergetic
- 2008–2010 Quick Step
- 2011 Saxo Bank-SunGard
- 2012 Team Saxo Bank-Tinkoff Bank
- 2013 Team Saxo-Tinkoff
- 2014 Tinkoff-Saxo
- 2015 Tinkoff-Saxo
- 2016 Tinkoff